# Jule Niemeier
Jule Niemeier (Dortmund, 12 de agosto de 1999) es una tenista alemana.
Niemeier tiene un ranking de individual en la WTA lo más alto de su carrera, No. 61, logrado el 7 de noviembre de 2022. También tiene un ranking WTA más alto de su carrera, No. 675 en dobles, logrado el 31 de diciembre de 2018.
Hizo su debut en el cuadro principal del WTA Tour en la Nürnberger Versicherungscup 2018 en el cuadro de dobles, junto a Lara Schmidt. En el 2019 recibió un wildcard para la clasificación del Nürnberger Versicherungscup 2019, logró ganar sus dos partidox para así debutar en un cuadro principal de la WTA Tour. Perdió en primera ronda ante Kristýna Plíšková en dos set.

## Títulos WTA 125s

### Individual (1–0)
| Resultado | Fecha              | Torneo   | Superficie    | Oponente               | Puntaje  |
| --------- | ------------------ | -------- | ------------- | ---------------------- | -------- |
| Campeona  | 15 de mayo de 2022 | Makarska | Tierra batida | Elisabetta Cocciaretto | 7-5, 6-1 |